# Stenoma luctifica
Stenoma luctifica es una especie de polilla del género Stenoma, orden Lepidoptera.
Fue descrita científicamente por Zeller en 1877.

## Distribución
Esta especie habita en Panamá, Colombia y Guayana Francesa.